# Margarete Metzner
Margarete Metzner, nascida Margarete Klebe, foi uma patinadora artística alemã. Ela conquistou com Paul Metzner uma medalha de bronze em campeonatos mundiais (1922) e foi campeã nacional alemã em 1920. Metzner também conquistou duas medalhas de prata e uma de bronze disputando no individual feminino no campeonato nacional alemão.

## Principais resultados

### Duplas com Paul Metzner
| Campeonato Mundial                                    |                 | Medalha de bronze |  |  |  |  |  |  |  |  |  |  |  |  |  |
| Nacional                                              |                 |                   |  |  |  |  |  |  |  |  |  |  |  |  |  |
| Campeonato Alemão                                     | Medalha de ouro |                   |  |  |  |  |  |  |  |  |  |  |  |  |  |
|                                                       |                 |                   |  |  |  |  |  |  |  |  |  |  |  |  |  |
| Legenda: Competição não foi disputada nesta temporada |                 |                   |  |  |  |  |  |  |  |  |  |  |  |  |  |

### Individual feminino
| Campeonato Alemão | Medalha de prata | Medalha de bronze | Medalha de prata |